# Menganto
Menganto is een bestuurslaag in het regentschap Jombang van de provincie Oost-Java, Indonesië. Menganto telt 4994 inwoners (volkstelling 2010).